# Schistophallus investigatus
Schistophallus investigatus is een slakkensoort uit de familie van de Oxychilidae. De wetenschappelijke naam van de soort is voor het eerst geldig gepubliceerd in 1993 door Riedel.